# Comarca de Valdeorras
Valdeorras is een comarca van de Spaanse provincie Ourense. De hoofdstad is O Barco de Valdeorras, de oppervlakte 972,7 km² en het heeft 28.984 inwoners (2005).

## Gemeenten
O Barco de Valdeorras, O Bolo, Carballeda de Valdeorras, Larouco, Petín, A Rúa, Rubiá, A Veiga en Vilamartín de Valdeorras.